# The Plow Boy
The Plow Boy je krátký animovaný film s Mickeym Mousem, který byl vydán 9. května 1929. Režíroval jej Walt Disney, autorem hudby k filmu je Carl Stalling. Hlavním animátorem byl Ub Iwerks. Ve filmu se vůbec poprvé objevil kůň Horace Horsecollar.
Děj se odehrává na farmě. Mickey s koněm orá pole, když jde kolem prozpěvující Minnie s krávou. Když je Mickey spatří, vydá se k nim krávu podojit. Mezitím, co Mickey s drobnými obtížemi dojí krávu, Minnie jim zpívá a hraje na kytaru. Když dozpívá, Mickey ji políbí a Minnie ho na oplátku udeří kýblem plným nadojeného mléka a odejde. Kráva i kůň se Mickeymu vysmějí a ten chytne vztek. Pak však přiletí vosa, píchne koně do zadnice a ten se rozutíká a vláčí za sebou dřevěný pluh i s Mickeym, který se zamotal do oprátky. Kůň Mickeyho vláčí přes farmu a kameny, zastaví se až o kmen stromu. Když Mickey zjistí, že je pluh rozbitý, začne brečet. Pak však spatří prase, jak ryje rypákem v zemi a zapřáhne jej za koně na místo pluhu a začne jím orat, čímž děj končí.
Mickeyho kůň je Horace Horsecollar, tedy postava, která se později objevila i v dalších Disneyho filmech. Minnienina kráva pak je kráva Clarabelle, která taktéž hrála v mnoha Disneyho snímcích.